# ニューハイド・パーク駅
ニューハイド・パーク駅（英: New Hyde Park）とは、ロングアイランド鉄道 (LIRR) の本線（ポートジェファーソン支線のサービス）の駅である。この駅はニューヨーク州ニューハイドパークのニューハイドパーク・ロードと2番街の交差点にある。駅舎は西行きプラットホームの東部付近にある。この駅は両プラットホームの端にある踏切から車椅子利用可である。

## 駅構造
| 1 | ■本線 | ニューヨーク方面 （フローラル・パーク）                                             |
| 2 | ■本線 | ロンコンコマ、オイスターベイまたはポートジェファーソン方面 （メリロン・アベニュー） |

この駅は高床の相対式ホームを2面有し、有効長はどちらも10両である。駅は2つの踏切に囲まれており、更に370m程西にも踏切がある。1番線と隣接する北側のプラットホームは通常西行き列車またはニューヨーク行き列車が使用する。2番線と隣接する南側のプラットホームは通常東行き列車が使用するが、朝のラッシュ時には2番線に数本の西行き列車が入線する。本線が2線を有する。

## 外部リンク

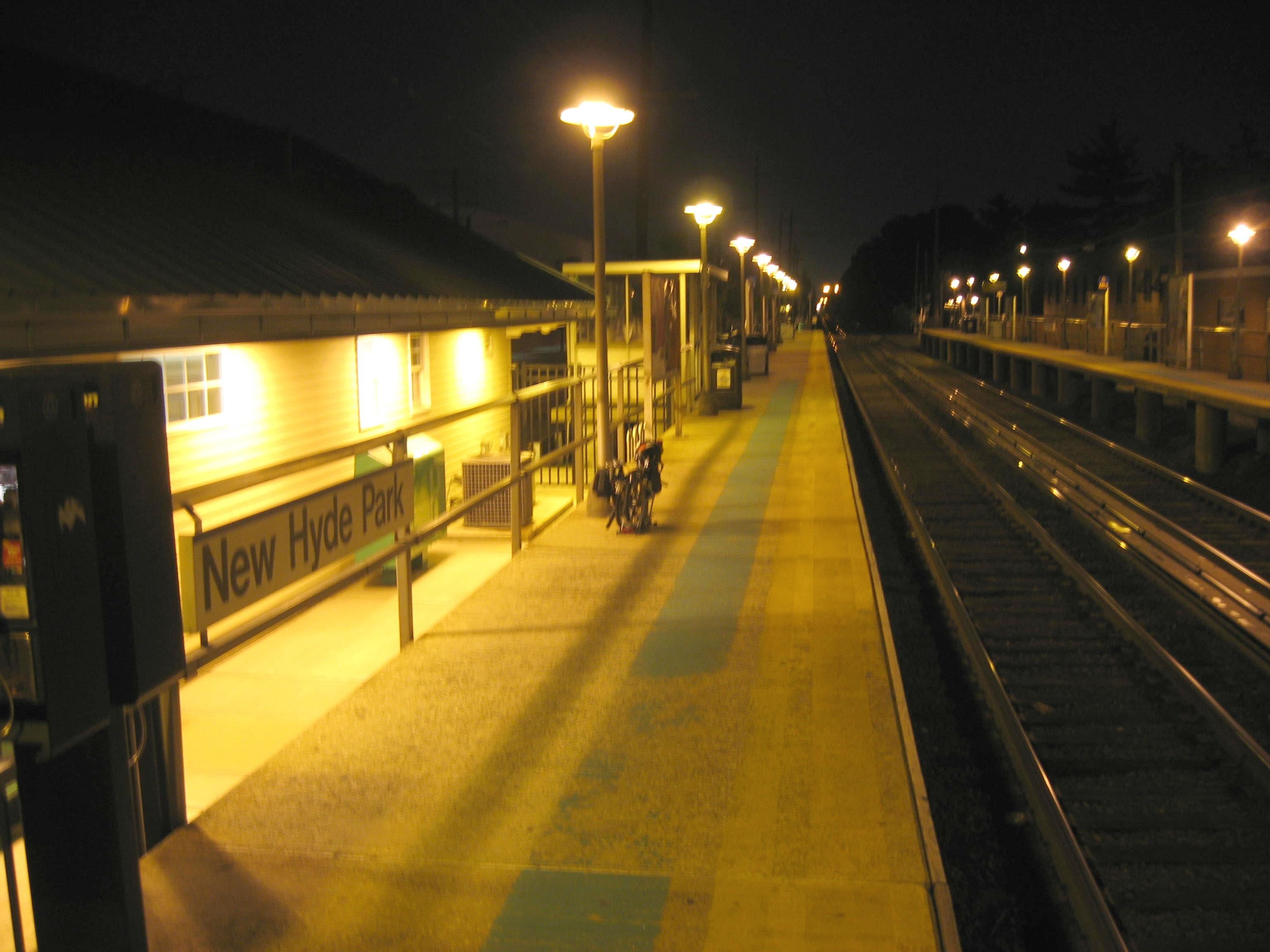
中央部および東部